# 漢リ字典
漢リ字典（リトアニア語: Japonų-lietuvių kalbų hieroglifų žodynas）はリトアニア初のリトアニア語による漢字字典である。全3763の漢字が記述。